# Павлова, Анна Юрьевна
А́нна Ю́рьевна Па́влова (урождённая Ковале́нко) (род. 11 августа 1973, Москва, РСФСР, СССР) — российская телеведущая, диктор, тележурналистка. Известна по работе на РТР, ТВ-6, REN-TV и «Первом канале».

## Биография
Родилась 11 августа 1973 года в Москве в семье учёного-физика и диктора ЦТ СССР Елены Коваленко. Анна — старший ребёнок в семье. С 1980 года по 1990 год училась в московской школе № 73, в «Б» классе. Во время учёбы в школе танцевала в Большом детском хоре Всесоюзного радио и Центрального телевидения СССР под управлением Виктора Попова.

### Телевидение
На телевидении стала работать с 1990 года. В 1990—1991 годах работала референтом программы «Время», затем ассистентом режиссёра, редактором группы городов информационной программы «Вести» РТР. В 1993 году окончила факультет журналистики МЭГУ. В том же году была зачислена в дикторский отдел на телеканале РТР (ВГТРК), где читала программу передач в межпрограммном пространстве. Первое время работала в эфире под девичьей фамилией, с 1994 года и далее — под фамилией первого мужа.
С ноября 1996 года, после закрытия дикторского отдела на РТР, являлась редактором выпуска программы «Вести» ВГТРК. С июня 1998 года по октябрь 1999 года — ведущая дневных выпусков программы «Вести» на телеканалах «Культура» и РТР. Ушла из «Вестей» в октябре 1999 года в составе группы из 30 человек, направившихся создавать обновлённую Службу информации на ТВ-6.
С ноября 1999 по апрель 2001 года работала в Службе информации ЗАО «Московская независимая вещательная корпорация». Являлась ведущей выпусков «Новостей» на телеканале ТВ-6 поочерёдно с бывшими коллегами по «Вестям» Михаилом Пономарёвым и Александром Сапожниковым (позднее). Ушла с ТВ-6 18 апреля 2001 года, за день до этого написав заявление об увольнении в связи с переходом производства выпусков новостей к команде журналистов со старого НТВ (команды Евгения Киселёва). Последний выпуск на ТВ-6 с её участием завершился следующими словами: «Я сегодня не говорю вам „До завтра“. Я благодарю вас за внимание, за поддержку и прощаюсь. Надеюсь, когда-нибудь мы обязательно встретимся.».
В мае 2001 года перешла работать на телеканал ОРТ. С мая по сентябрь 2001 года работала ведущей утренних и дневных выпусков новостей поочерёдно с Игорем Гмызой.
В начале 2002 года вместе с Михаилом Пономарёвым и командой старой Службы информации ТВ-6 разрабатывала концепцию новой телекомпании под названием «Ваше телевидение». Принимала участие в аукционе на 6 ТВК, освободившуюся после отключения от эфира ТВ-6 по политическим причинам, в марте 2002 года, но не победила — тот конкурс на частоту выиграл телеканал ТВС, созданный журналистским коллективом старых НТВ и ТВ-6. С февраля 2002 года по май 2003 года — главный редактор службы информации телеканала ВКТ.
С мая 2003 по сентябрь 2006 года — ведущая вечерних выпусков информационной программы «24» телеканала REN-TV. Ушла с телеканала через некоторое время после его ребрендинга осенью 2006 года.
С 2007 года стала работать в Дирекции информационных программ «Первого канала». Первоначально являлась руководителем отдела дневных и вечерних информационных программ. С 19 июля по 5 сентября 2009 года — ведущая программы «Время» на «Первом канале» вместо Екатерины Андреевой, находившейся тогда в отпуске.
С мая 2011 года по март 2013 года — ведущая «Новостей» «Первого канала», выходящих на Центральную Россию в 3:00, а на Урал и Сибирь — в программе «Доброе утро» каждые 30 минут. С марта по июль 2013 года — ведущая выпусков «Ночных новостей». C 29 июля 2013 года по 29 марта 2015 года — ведущая «Вечерних новостей» (в графике неделя через неделю с Дмитрием Борисовым). С февраля 2014 по январь 2015 года являлась ведущей некоторых выпусков программы «Время», чаще всего — заменяя своих коллег во время летних или новогодних отпусков.
В апреле 2014 года работала модератором центра обработки видеозвонков в совместном ежегодном телемосте «Первого канала» и «России-1» «Прямая линия с Владимиром Путиным».
После ухода из новостей несколько раз появлялась в других передачах «Первого канала» в качестве гостя: в ток-шоу «Пусть говорят», посвящённому конкурсу «Евровидение» (23 мая 2015 года), и в программе «Модный приговор» (два раза — 19 июня и 30 ноября 2015 года).
С 2016 по 2022 года не работает на телевидении. Изначально глава Дирекции креативного планирования Елена Афанасьева заявляла, что Павлова сделала это по состоянию здоровья, но в 2019 году сама журналистка объяснила уход из телевидения личными соображениями.

## Семья
Первый раз вышла замуж в 1993 году, от этого брака у неё есть сын Олег Павлов (род. 1994).
18 февраля 2005 года вышла замуж за члена правления группы «Ренова» Андрея Алексеевича Шторха (род. 1969).

## Фильмография
- 1994 — Я свободен, я ничей — камео

## Награды
- В 1999 году стала победителем национального конкурса «За чистоту русского языка» среди ведущих информационных программ[31][32].
- В 2002 году Академия российской словесности наградила Анну Павлову пушкинской медалью «Ревнителю просвещения»[33].
- В сентябре 2014 года за работу в период Зимних Олимпийских игр 2014 года в Сочи в составе команды сотрудников «Первого канала» награждена медалью к Ордену «За заслуги перед Отечеством»[34].